# فهرست جایزه‌ها و نامزدی‌های بازی تاج‌وتخت
بازی تاج‌وتخت یک مجموعه تلویزیونی خیال‌پردازی حماسی است که توسط دیوید بنیاف و دی. بی. وایس برای شبکه HBO ساخته شده‌است.(سریال تمام شده). این مجموعه برداشتی از مجموعه رمان‌های تخیلی ترانه یخ و آتش است که توسط جرج آر. آر. مارتین نگاشته شده‌است. مجموعه تلویزیونی نیز بیشتر توسط بنایف، وایس و خود مارتین نویسندگی می‌کرد و تا کنون توانسته برای بسیاری از جوایز نامزد شود و جوایز بسیاری را نیز از آن خود کرده‌است.
پیتر دینکلیج رکورد دریافت بیشترین جایزه در میان بازیگرانِ مجموعه را دارد. جوایزی مانند بهترین بازیگر نقش مکمل مرد در مجموعه درام در جشنواره امی و جایزه گلدن گلوب از جمله مشهورترین جوایز او هستند.

## فهرست جوایز
| سال  | جایزه                              | گروه                                                          | دریافت‌کننده | نتیجه     | منبع                 |
| ---- | ---------------------------------- | ------------------------------------------------------------- | --- | --------- | -------------------- |
| ۲۰۱۱ | جایزه AFI                          | جایزه تلویزیونی AFI                                           | بازی تاج و تخت | برنده     | [ ۲ ]                |
| ۲۰۱۱ | جایزه آرتیوس                       | فیلم‌برداری - قسمت اول درام                                    | نینا گلد | نامزدشده  | [ ۳ ]                |
| ۲۰۱۱ | جایزه آرتیوس                       | فیلم‌برداری - مجموعه تلویزیونی درام                            | نینا گلد | نامزدشده  | [ ۳ ]                |
| ۲۰۱۱ | جایزه امی                          | فیلم‌برداری مجموعه درام                                        | نینا گلد و رابرت استرن | نامزدشده  | [ ۴ ] [ ۵ ]          |
| ۲۰۱۱ | جایزه امی                          | طراحی لباس مجموعه تلویزیونی                                   | میشل کلپتون و ریچل وب-کرویزر برای قسمت "نوک تیز" | نامزدشده  | [ ۴ ] [ ۵ ]          |
| ۲۰۱۱ | جایزه امی                          | کارگردانی مجموعه درام                                         | تیم وان پاتن برای قسمت "زمستان در راه است" | نامزدشده  | [ ۴ ] [ ۵ ]          |
| ۲۰۱۱ | جایزه امی                          | بهترین مجموعه درام                                            | وینس جراردیس، فرنک دولگر، رالف ویسینانزا، مارک هوفام، دیوید بنیاف، کرولین استراس، جرج آر. آر. مارتین، گایمون کاسادی و دی. بی. وایس | نامزدشده  | [ ۴ ] [ ۵ ]          |
| ۲۰۱۱ | جایزه امی                          | طراحی مدل مو برای مجموعه تک-دوربین                            | کوین الکساندر و کندیس بنک برای قسمت "یک تاج طلایی" | نامزدشده  | [ ۴ ] [ ۵ ]          |
| ۲۰۱۱ | جایزه امی                          | طراحی تیتراژ اصلی                                             | آنگوس وال، حمید شوکت، کیرک شینتانی و روبرت فنگ | برنده     | [ ۴ ] [ ۵ ]          |
| ۲۰۱۱ | جایزه امی                          | گریم برای مجموعه تک-دوربین (غیر مصنوعی)                       | پائول انگلن و ملیسا لکرستین برای قسمت "زمستان در راه است" | نامزدشده  | [ ۴ ] [ ۵ ]          |
| ۲۰۱۱ | جایزه امی                          | گریم مصنوعی برای یک مجموعه، فیلم یا برنامه ویژه               | پائول انگلن و کونور اوسولیوان برای قسمت "یک تاج طلایی" | نامزدشده  | [ ۴ ] [ ۵ ]          |
| ۲۰۱۱ | جایزه امی                          | ویرایش صدا در یک مجموعه تلویزیونی                             | رابین کویین، استیو فنگان، ایوگهان مک‌دونل، جان استونسون، تیم هندز، استفان هندریکس، کایکل مک‌کورمک و اندی کندی برای قسمت "یک تاج طلایی" | نامزدشده  | [ ۴ ] [ ۵ ]          |
| ۲۰۱۱ | جایزه امی                          | جلوه‌های ویژه                                                  | رافائل مورانت، آدام مک‌اینس، گراهام هیلز، لوسی اینسوورث-تیلور، استوارت برسدون، دامین میس، هنری بدجت و آنجلا بارسون برای قسمت "آتش و خون" | نامزدشده  | [ ۴ ] [ ۵ ]          |
| ۲۰۱۱ | جایزه امی                          | هماهنگی فوق‌العاده                                             | پائول جنینگز برای قسمت "گرگ و شیر" | نامزدشده  | [ ۴ ] [ ۵ ]          |
| ۲۰۱۱ | جایزه امی                          | بازیگر مرد مکمل در مجموعه تلویزیونی                           | پیتر دینکلیج | برنده     | [ ۴ ] [ ۵ ]          |
| ۲۰۱۱ | جایزه امی                          | نویسنده مجموعه درام                                           | دیوید بنیاف و دی. بی. وایس برای قسمت "بیلور" | نامزدشده  | [ ۴ ] [ ۵ ]          |
| ۲۰۱۱ | جایزه گلدن گلوب                    | بهترین بازیگر مکمل مرد - مجموعه یا فیلم تلویزیونی             | پیتر دینکلیج | برنده     | [ ۶ ] [ ۷ ]          |
| ۲۰۱۱ | جایزه گلدن گلوب                    | بهترین مجموعه تلویزیونی درام                                  | بازی تاج و تخت | نامزدشده  | [ ۶ ] [ ۷ ]          |
| ۲۰۱۱ | جایزه پیبادی                       |                                                               | بازی تاج و تخت | برنده     | [ ۸ ]                |
| ۲۰۱۱ | جایزه برگزیده مردم                 | مجموعه درام تلویزیون کابلی محبوب                              | بازی تاج و تخت | نامزدشده  |                      |
| ۲۰۱۱ | جایزه ستلایت                       | بهترین بازیگر مکمل مرد - مجموعه یا فیلم تلویزیونی             | پیتر دینکلیج | برنده     | [ ۹ ]                |
| ۲۰۱۱ | جایزه ستلایت                       | تهترین مجموعه تلویزیونی - ژانر                                | بازی تاج و تخت | نامزدشده  | [ ۹ ]                |
| ۲۰۱۱ | جایزه اسکریم                       | بهترین اثر                                                    | بازی تاج و تخت | نامزدشده  | [ ۱۰ ]               |
| ۲۰۱۱ | جایزه اسکریم                       | بهترین بازیگر مرد تخیلی                                       | شان بین | نامزدشده  | [ ۱۰ ]               |
| ۲۰۱۱ | جایزه اسکریم                       | بهترین بازیگر زن تخیلی                                        | لینا هیدی | نامزدشده  | [ ۱۰ ]               |
| ۲۰۱۱ | جایزه اسکریم                       | بهترین بازیگر مکمل مرد                                        | پیتر دینکلیج | برنده     | [ ۱۰ ]               |
| ۲۰۱۱ | جایزه اسکریم                       | بهترین مجموعه تلویزیونی                                       | بازی تاج و تخت | برنده     | [ ۱۰ ]               |
| ۲۰۱۱ | جایزه اسکریم                       | بهترین عملکرد - زن                                            | امیلیا کلارک | برنده     | [ ۱۰ ]               |
| ۲۰۱۱ | جایزه اسکریم                       | به یاد ماندنی‌ترین نقص عضو                                     | «سر قرار گرفته در طلای مذاب» در قسمت "یک تاج طلایی" | نامزدشده  | [ ۱۰ ]               |
| ۲۰۱۱ | جایزه اسکریم                       | اسکریم نهایی                                                  | بازی تاج و تخت | نامزدشده  | [ ۱۰ ]               |
| ۲۰۱۱ | جایزه انجمن بازیگران صحنه          | عملکرد فوق‌العاده در مجموعه درام                               | آمریتا آکاریا، مارک ادی، آلفی آلن، جوزف آلتین، شان بین، سوزان براون، امیلیا کلارک، نیکولای کاستر-والدو، پیتر دینکلیج، ران دوناچی، میشل فیرلی، جروم فلین، الیس گابل، آیدان گیلن، جک گلیسون، ایان گلن، جولیان گلاور، کیت هارینگتون، لینا هیدی، ایزاک همپستید رایت، کنلت هیل، ریچارد مدن، جیسون موموآ، روری مک‌کین، ایان مک‌الینی، لوک مک‌ایوان رکسان مک‌کی، دار سلیم، مارک استنلی، دونالد استامپر، سوفی ترنر و میسی ویلیامز | نامزدشده  | [ ۱۱ ]               |
| ۲۰۱۱ | جایزه انجمن بازیگران صحنه          | عملکرد فوق‌العادهٔ مجموعه تلویزیونی                             | بازی تاج و تخت | برنده     | [ ۱۱ ]               |
| ۲۰۱۱ | جایزه TCA                          | درستاورد فردی در درام                                         | پیتر دینکلیج | نامزدشده  | [ ۱۲ ] [ ۱۳ ]        |
| ۲۰۱۱ | جایزه TCA                          | درستاورد فوق‌العاده در درام                                    | بازی تاج و تخت | نامزدشده  | [ ۱۲ ] [ ۱۳ ]        |
| ۲۰۱۱ | جایزه TCA                          | برنامه جدید فوق‌العاده                                         | بازی تاج و تخت | برنده     | [ ۱۲ ] [ ۱۳ ]        |
| ۲۰۱۱ | جایزه TCA                          | برنامهٔ سال                                                    | بازی تاج و تخت | نامزدشده  | [ ۱۲ ] [ ۱۳ ]        |
| ۲۰۱۱ | جایزه انجمن نویسندگان آمریکا       | مجموعهٔ جدید                                                   | دیوید بنیاف، بریان کاگمن، جین اسپنسون، جرج آر. آر. مارتین، دی. بی. وایس | نامزدشده  | [ ۱۴ ]               |
| ۲۰۱۱ | جایزه انجمن نویسندگان آمریکا       | مجموعه درام تلویزیونی                                         | دیوید بنیاف، بریان کاگمن، جین اسپنسون، جرج آر. آر. مارتین، دی. بی. وایس | نامزدشده  | [ ۱۴ ]               |
| ۲۰۱۲ | جایزه AFI                          | جایزه تلویزیونی AFI                                           | بازی تاج و تخت | برنده     | [ ۱۵ ]               |
| ۲۰۱۲ | جایزه آرتیوس                       | فیلم‌برداری - مجموعه تلویزیونی درام                            | نینا گلد | نامزدشده  | [ ۱۶ ]               |
| ۲۰۱۲ | جایزه انتخاب تلویزیونی منتقدین     | بهترین مجموعه درام                                            | بازی تاج و تخت | نامزدشده  | [ ۱۷ ]               |
| ۲۰۱۲ | جایزه انتخاب تلویزیونی منتقدین     | بهترین بازیگر مکمل مرد در یک مجموعه درام                      | پیتر دینکلیج | نامزدشده  | [ ۱۷ ]               |
| ۲۰۱۲ | جایزه امی                          | طراحی هنری برای مجموعه تک-دوربین                              | گما جکسون، فرنک والش و تینا جونز برای قسمت "باغ استخوان‌ها"، "روح هرنهال" و "مردی بدون شرافت" (این جایزه با مجموعهٔ امپراتوری بوردواک به صورت اشتراکی به‌دست آمد) | برنده     | [ ۱۸ ] [ ۱۹ ]        |
| ۲۰۱۲ | جایزه امی                          | فیلم‌برداری یک مجموعه درام                                     | نینا گلد و رابرت استرن | نامزدشده  | [ ۱۸ ] [ ۱۹ ]        |
| ۲۰۱۲ | جایزه امی                          | طراحی لباس مجموعه تلویزیونی                                   | میشل کلپتون، ایکساندر فوردهام و چول آبری برای قسمت "شاهزاده وینترفل" | برنده     | [ ۱۸ ] [ ۱۹ ]        |
| ۲۰۱۲ | جایزه امی                          | دست‌آورد خلاق در رسانه تعاملی                                  | اچ‌بی‌او | نامزدشده  | [ ۱۸ ] [ ۱۹ ]        |
| ۲۰۱۲ | جایزه امی                          | مجموعه درام                                                   | دیوید بنیاف، دی. بی. وایس، فرانک دوئلگر، کرولین استراوس، جورج آر. آر. مارتین، ونسا تیلور، آلان تیلور، گایمون کسدی، وینس جراردیس و برنادت کالفیلد | نامزدشده  | [ ۱۸ ] [ ۱۹ ]        |
| ۲۰۱۲ | جایزه امی                          | طراحی مدل مو برای مجموعه تک-دوربین                            | کوین الکساندر، کندیس بنکس، روسالیا کولورا، و گری ماشین برای قسمت "خدایان قدیمی و جدید" | نامزدشده  | [ ۱۸ ] [ ۱۹ ]        |
| ۲۰۱۲ | جایزه امی                          | گریم برای مجموعه تک-دوربین (غیر مصنوعی)                       | پائول انگلن و ملیسا لکرستین برای قسمت "خدایان قدیمی و جدید" | برنده     | [ ۱۸ ] [ ۱۹ ]        |
| ۲۰۱۲ | جایزه امی                          | گریم مصنوعی برای یک مجموعه، فیلم یا برنامه ویژه               | پائول انگلن، کونور اوسولیوان و راب ترنتون برای قسمت "والار مورگولیس" | نامزدشده  | [ ۱۸ ] [ ۱۹ ]        |
| ۲۰۱۲ | جایزه امی                          | ویرایش صدا در یک مجموعه تلویزیونی                             | پیتر براون، کیرا روسلر، تیم هندز، پائول آلیسینو، استفان رابینسون، ونسا لاپاتو، برت وس، جیمز مورینا، جفری ویلهویت و دیوید کلاتز برای قسمت "بلک‌واتر" | برنده     | [ ۱۸ ] [ ۱۹ ]        |
| ۲۰۱۲ | جایزه امی                          | میکس صدا در یک مجموعه درام (۱ ساعت)                           | متیو واترز، اونالی بلنک، رونان هیل و مروین مور برای قسمت "بلک‌واتر" | برنده     | [ ۱۸ ] [ ۱۹ ]        |
| ۲۰۱۲ | جایزه امی                          | جوله‌های ویژه                                                  | رینر گومبوس، جوری استانوسک، اسون مارتین، استیو کولبک، ژان فیدلر، کریس استنر، توبیاس منویتز، ثیلو اوورز و آدام چیزن برای قسمت "والار مورگولیس" | برنده     | [ ۱۸ ] [ ۱۹ ]        |
| ۲۰۱۲ | جایزه امی                          | بازیگر مکمل مرد در یک مجموعه درام                             | پیتر دینکلیج | نامزدشده  | [ ۱۸ ] [ ۱۹ ]        |
| ۲۰۱۲ | جایزه گلدن نیمف                    | تهیه‌کننده بین‌المللی                                           | دیوید بنیاف، فرانک دوئلگر، کرولین استراوس و دی. بی. وایس | برنده     | [ ۲۰ ]               |
| ۲۰۱۲ | جایزه گلدن ریل                     | بهترین ویرایش صدا — دیالوگ فیلم کوتاه و ADR در تلویزیون       | بازی تاج و تخت برای قسمت "چلاق‌ها، حرامزاده‌ها و چیزهای خراب" | برنده     | [ ۲۱ ]               |
| ۲۰۱۲ | جایزه گلدن ریل                     | بهترین ویرایش صدا — جلوه‌های صوتی فیلم کوتاه در تلویزیون       | بازی تاج و تخت برای قسمت "زمستان در راه است" | برنده     | [ ۲۱ ]               |
| ۲۰۱۲ | جایزه هوگو                         | بهترین نمایش درام، فرم بلند                                   | دیوید بنیاف، دی. بی. وایس، بریان کاگمن، جین اسپنسون، جورج آر. آر. مارتین، تیم ون پتن، بریان کیرک، دنیل میناهان و آلان تیلور برای بازی تاج و تخت - فصل ۱ | برنده     | [ ۲۲ ]               |
| ۲۰۱۲ | جایزه کرانگ!                       | بهترین مجموعه تلویزیونی                                       | بازی تاج و تخت | برنده     | [ ۲۳ ]               |
| ۲۰۱۲ | جایزه انجمن تولیدکنندگان           | "جایزه نورمن فلتون برای تهیه‌کنندگان مجموعه تلویزیونی، درام"   | دیوید بنیاف، فرانک دوئلگر، مارک هافم، کرولین استراوس، دی. بی. وایس | نامزدشده  | [ ۲۴ ]               |
| ۲۰۱۲ | جایزه ساترن                        | بهترین نمایش تلویزیونی                                        | بازی تاج و تخت | نامزدشده  | [ ۲۵ ]               |
| ۲۰۱۲ | جایزه ساترن                        | بهترین بازیگر مرد تلویزیون                                    | شان بین | نامزدشده  | [ ۲۵ ]               |
| ۲۰۱۲ | جایزه ساترن                        | بهترین بازیگر زن تلویزیون                                     | لینا هیدی | نامزدشده  | [ ۲۵ ]               |
| ۲۰۱۲ | جایزه ساترن                        | بهترین بازیگر مکمل مرد در تلویزیون                            | کیت هارینگتون | نامزدشده  | [ ۲۵ ]               |
| ۲۰۱۲ | جایزه ستلایت                       | بهترین بازیگر مکمل مرد - مجموعه یا فیلم تلویزیونی             | پیتر دینکلیج | نامزدشده  | [ ۲۶ ]               |
| ۲۰۱۲ | جایزه ستلایت                       | بهترین مجموعه تلویزیونی درام                                  | بازی تاج و تخت | نامزدشده  | [ ۲۶ ]               |
| ۲۰۱۲ | جایزه TCA                          | برنامهٔ سال                                                    | بازی تاج و تخت | برنده     | [ ۲۷ ] [ ۲۸ ]        |
| ۲۰۱۲ | جایزه TCA                          | درستاورد فردی در درام                                         | پیتر دینکلیج | نامزدشده  | [ ۲۷ ] [ ۲۸ ]        |
| ۲۰۱۲ | جایزه TCA                          | درستاورد فوق‌العاده در درام                                    | بازی تاج و تخت | نامزدشده  | [ ۲۷ ] [ ۲۸ ]        |
| ۲۰۱۳ | جایزه ADG برتری در طراحی تولید     | مجموعه تلویزیونی تک-دوربین یک ساعته                           | گما جکسون برای قسمت "روح هرنهال" | برنده     | [ ۲۹ ]               |
| ۲۰۱۳ | جایزه AFI                          | جایزه تلویزیونی AFI                                           | بازی تاج و تخت | برنده     | [ ۳۰ ]               |
| ۲۰۱۳ | جایزه انجمن طراحان لباس            | مجموعه تلویزیونی تخیلی/موقت                                   | بازی تاج و تخت | نامزدشده  | [ ۳۱ ]               |
| ۲۰۱۳ | جایزه جامعه صدای سینما             | میکس صدا - مجموعه‌های تلویزیونی – یک ساعته                     | رونان هیل، اونالی بلنک، متیو واترز و برت وس برای قسمت "بلک‌واتر" | نامزدشده  | [ ۳۲ ]               |
| ۲۰۱۳ | جایزه انتخاب تلویزیونی منتقدین     | بهترین مجموعه درام                                            | بازی تاج و تخت | برنده     | [ ۳۳ ] [ ۳۴ ]        |
| ۲۰۱۳ | جایزه انتخاب تلویزیونی منتقدین     | بهترین بازیگر مکمل مرد در یک مجموعه درام                      | نیکولای کاستر-والدو | نامزدشده  | [ ۳۳ ] [ ۳۴ ]        |
| ۲۰۱۳ | جایزه انتخاب تلویزیونی منتقدین     | بهترین بازیگر مکمل زن در یک مجموعه درام                       | امیلیا کلارک | نامزدشده  | [ ۳۳ ] [ ۳۴ ]        |
| ۲۰۱۳ | جایزه انتخاب تلویزیونی منتقدین     | بهترین بازیگر مهمان در یک مجموعه درام                         | دایانا ریگ | نامزدشده  | [ ۳۳ ] [ ۳۴ ]        |
| ۲۰۱۳ | جایزه امی                          | طراحی هنری برای مجموعه تک-دوربین                              | گما جکسون، فرنک والش، و تینا جونز برای قسمت "والار دوهاریس" | نامزدشده  | [ ۳۵ ] [ ۳۶ ]        |
| ۲۰۱۳ | جایزه امی                          | فیلم‌برداری یک مجموعه درام                                     | نینا گلد و رابرت استرن | نامزدشده  | [ ۳۵ ] [ ۳۶ ]        |
| ۲۰۱۳ | جایزه امی                          | هنر فیلم‌برداری برای یک مجموعه تک-دوربین                       | راب مک‌لاچلان برای قسمت "میسا" | نامزدشده  | [ ۳۵ ] [ ۳۶ ]        |
| ۲۰۱۳ | جایزه امی                          | طراحی لباس مجموعه تلویزیونی                                   | میشل کلپتون، ایکساندر فوردهام، و چول آبری برای قسمت "گردشِ تنبیهی" | نامزدشده  | [ ۳۵ ] [ ۳۶ ]        |
| ۲۰۱۳ | جایزه امی                          | مجموعه درام                                                   | بازی تاج و تخت | نامزدشده  | [ ۳۵ ] [ ۳۶ ]        |
| ۲۰۱۳ | جایزه امی                          | بازیگر مهمان زن در یک مجموعه درام                             | دایانا ریگ برای قسمت "و حالا نگهبانی او پایان می‌یابد" | نامزدشده  | [ ۳۵ ] [ ۳۶ ]        |
| ۲۰۱۳ | جایزه امی                          | طراحی مدل مو برای مجموعه تک-دوربین                            | کوین الکساندر، کندیس بنکس، روسالیا کولورا و گری ماشین برای قسمت "پسران دوم" | نامزدشده  | [ ۳۵ ] [ ۳۶ ]        |
| ۲۰۱۳ | جایزه امی                          | برنامه تعاملی                                                 | بازی تاج و تخت فصل سوم | نامزدشده  | [ ۳۵ ] [ ۳۶ ]        |
| ۲۰۱۳ | جایزه امی                          | گریم برای مجموعه تک-دوربین (غیر مصنوعی)                       | پائول انگلن و ملیسا لکرستین برای قسمت "بوسیده‌شده با آتش" | برنده     | [ ۳۵ ] [ ۳۶ ]        |
| ۲۰۱۳ | جایزه امی                          | گریم مصنوعی برای یک مجموعه، فیلم یا برنامه ویژه               | پائول انگلن، کونور اوسولیوان، و راب ترنتون برای قسمت "والار دوهاریس" | نامزدشده  | [ ۳۵ ] [ ۳۶ ]        |
| ۲۰۱۳ | جایزه امی                          | تدوین مجموعه درام تک-دوربین                                   | اورال اوتی برای قسمت "باران‌های کستمیر" | نامزدشده  | [ ۳۵ ] [ ۳۶ ]        |
| ۲۰۱۳ | جایزه امی                          | ویرایش صدا در یک مجموعه تلویزیونی                             | پیتر براون، کیرا روسلر، تیم هندز، پائول آلیسینو، استفان رابینسون، ونسا لاپاتو، برت وس، جیمز مورینا، جفری ویلهویت، و دیوید کلاتز برای قسمت "و حالا نگهبانی او پایان می‌یابد" | نامزدشده  | [ ۳۵ ] [ ۳۶ ]        |
| ۲۰۱۳ | جایزه امی                          | میکس صدا در یک مجموعه درام (۱ ساعت)                           | متیو واترز، اونالی بلنک، رونان هیل، و مروین مور برای قسمت "و حالا نگهبانی او پایان می‌یابد" | نامزدشده  | [ ۳۵ ] [ ۳۶ ]        |
| ۲۰۱۳ | جایزه امی                          | جوله‌های ویژه                                                  | داگ کمپل، رینر گومبوس، جوری استانوسک، اسون مارتین، استیو کولبک، ژان فیدلر، کریس استنر، توبیاس منویتز، ثیلو اوورز، و آدام چیزن برای قسمت "والار دوهاریس" | برنده     | [ ۳۵ ] [ ۳۶ ]        |
| ۲۰۱۳ | جایزه امی                          | بازیگر مکمل مرد در یک مجموعه درام                             | پیتر دینکلیج | نامزدشده  | [ ۳۵ ] [ ۳۶ ]        |
| ۲۰۱۳ | جایزه امی                          | بازیگر مکمل مرد در یک مجموعه درام                             | امیلیا کلارک | نامزدشده  | [ ۳۵ ] [ ۳۶ ]        |
| ۲۰۱۳ | جایزه امی                          | نویسندگی یک مجموعه درام                                       | دیوید بنیاف و دی. بی. وایس برای قسمت "باران‌های کستمیر" | نامزدشده  | [ ۳۵ ] [ ۳۶ ]        |
| ۲۰۱۳ | جایزه گلدن ریل                     | بهترین ویرایش صدا — فرم بلند دیالوگ و ADR در تلویزیون         | بازی تاج و تخت برای قسمت "والار مورگولیس" | برنده     | [ ۳۷ ] [ ۳۸ ]        |
| ۲۰۱۳ | جایزه گلدن ریل                     | بهترین ویرایش صدا — فرم بلند جلوه‌های صدا و Foley در تلویزیون  | بازی تاج و تخت برای قسمت "والار مورگولیس" | برنده     | [ ۳۷ ] [ ۳۸ ]        |
| ۲۰۱۳ | جایزه گلدن ریل                     | بهترین ویرایش صدا — دیالوگ فیلم کوتاه و ADR در تلویزیون       | بازی تاج و تخت برای قسمت "بلک‌واتر" | نامزدشده  | [ ۳۷ ] [ ۳۸ ]        |
| ۲۰۱۳ | جایزه گلدن ریل                     | بهترین ویرایش صدا — موسیقی فیلم کوتاه در تلویزیون             | بازی تاج و تخت برای قسمت "بلک‌واتر" | نامزدشده  | [ ۳۷ ] [ ۳۸ ]        |
| ۲۰۱۳ | جایزه گلدن ریل                     | بهترین ویرایش صدا — جلوه‌های صوتی فیلم کوتاه در تلویزیون       | بازی تاج و تخت برای قسمت "بلک‌واتر" | نامزدشده  | [ ۳۷ ] [ ۳۸ ]        |
| ۲۰۱۳ | جایزه متحدین هالی‌وود پست           | رنگ‌پردازی - تلویزیون                                          | جو فینلی برای قسمت "بوسیده‌شده با آتش" | نامزدشده  | [ ۳۹ ] [ ۴۰ ]        |
| ۲۰۱۳ | جایزه متحدین هالی‌وود پست           | صدای فوق‌العاده - تلویزیون                                     | پائولا فیرفیلد، برد کاتونا، جد داج، اونالی بلنک و متیو واترز برای قسمت "صعود" | برنده     | [ ۳۹ ] [ ۴۰ ]        |
| ۲۰۱۳ | جایزه متحدین هالی‌وود پست           | جلوه‌های ویژه - تلویزیون                                       | جو باور و جبار ریسانی، جورن گروسهنس و اسون مارتین، و داگ کمپل برای قسمت "والار دوهاریس" | برنده     | [ ۳۹ ] [ ۴۰ ]        |
| ۲۰۱۳ | جایزه هوگو                         | بهترین نمایش درام، فیلم کوتاه                                 | نیل مارشال (کارگردان) و جورج آر. آر. مارتین (نویسنده) برای قسمت "بلک‌واتر" | برنده     | [ ۴۱ ]               |
| ۲۰۱۳ | جایزه فیلم و تلویزیون ایرلندی      | درام تلویزیونی                                                | بازی تاج و تخت | نامزدشده  | [ ۴۲ ]               |
| ۲۰۱۳ | جایزه انجمن تولیدکنندگان           | "جایزه نورمن فلتون برای تهیه‌کنندگان مجموعه تلویزیونی، درام"   | دیوید بنیاف، برنادت کالفیلد، فرانک دوئلگر، کرولین استراوس، دی. بی. وایس | نامزدشده  | [ ۴۳ ]               |
| ۲۰۱۳ | جایزه ستلایت                       | بهترین بازیگر مکمل مرد – مجموعه یا فیلم تلویزیونی             | نیکولای کاستر-والدو | نامزدشده  | [ ۴۴ ] [ ۴۵ ]        |
| ۲۰۱۳ | جایزه ستلایت                       | بهترین بازیگر مکمل زن – مجموعه یا فیلم تلویزیونی              | امیلیا کلارک | نامزدشده  | [ ۴۴ ] [ ۴۵ ]        |
| ۲۰۱۳ | جایزه ستلایت                       | تهترین مجموعه تلویزیونی - ژانر                                | بازی تاج و تخت | برنده     | [ ۴۴ ] [ ۴۵ ]        |
| ۲۰۱۳ | جایزه ساترن                        | بهترین نمایش تلویزیونی                                        | بازی تاج و تخت | نامزدشده  | [ ۴۶ ]               |
| ۲۰۱۳ | جایزه انجمن بازیگران صحنه          | عملکرد اکشن فوق‌العاده در یک مجموعه‌های تلویزیونی               | راب کوپر، جیمی اِجل، دیو فیشر، دیو فورمن، پائول هربرت، میشل مک‌کیون، سیان میلین، جیمی اودی، دومونکوس پاردانیی، مارکوس شیکشف، سی‌سی اسمیف و مارک سوث‌ورث | برنده     | [ ۴۷ ]               |
| ۲۰۱۳ | جایزه TCA                          | درستاورد فوق‌العاده در درام                                    | بازی تاج و تخت | برنده     | [ ۴۸ ] [ ۴۹ ]        |
| ۲۰۱۳ | جایزه TCA                          | برنامهٔ سال                                                    | بازی تاج و تخت | نامزدشده  | [ ۴۸ ] [ ۴۹ ]        |
| ۲۰۱۳ | جامعه جلوه‌های ویژه                 | شخصیت پویانمایی در یک تبلیغ یا برنامه                         | عرفان سلیک، فلوریان فریدمن، اینگو شاچنر، کریس استنر برای قسمت "آموزش اژدهایان" | برنده     | [ ۵۰ ]               |
| ۲۰۱۳ | جامعه جلوه‌های ویژه                 | ساخت فوق‌العاده در یک برنامه                                   | فالک بوژه، استر انگِل، الکسی کوچینسکی، کلاوس ووچتا برای "ارتش راه‌روندگان سفید" | برنده     | [ ۵۰ ]               |
| ۲۰۱۳ | جامعه جلوه‌های ویژه                 | محیط مصنوعی ساخته شده در یک تبلیغ یا برنامه                   | رین بورست، ثیلو اوورز، آدام فیجیلسکی، جوناس استاکنبروک برای "پایک" | برنده     | [ ۵۰ ]               |
| ۲۰۱۳ | جامعه جلوه‌های ویژه                 | جلوه‌های ویژه در یک برنامه                                     | رینر گومبوس، استیو کولبک، اسون مارتین، جوری استانوسک برای قسمت "والار مورگولیس" | برنده     | [ ۵۰ ]               |
| ۲۰۱۳ | جایزه انجمن نویسندگان آمریکا       | مجموعه درام تلویزیونی                                         | دیوید بنیاف، بریان کاگمن، جورج آر. آر. مارتین، ونسا تیلور، دی. بی. وایس | نامزدشده  | [ ۵۱ ]               |
| ۲۰۱۳ | جایزه هنرمند جوان                  | بهترین بازیگر مکمل مرد جوان در یک مجموعه تلویزیونی            | ایزاک همپستید رایت | نامزدشده  | [ ۵۲ ]               |
| ۲۰۱۳ | جایزه هنرمند جوان                  | بهترین بازیگر مکمل زن در یک مجموعه تلویزیونی                  | سوفی ترنر | نامزدشده  | [ ۵۲ ]               |
| ۲۰۱۳ | جایزه هنرمند جوان                  | بهترین بازیگر مکمل زن در یک مجموعه تلویزیونی                  | میسی ویلیامز | نامزدشده  | [ ۵۲ ]               |
| ۲۰۱۴ | ویرایشگران سینمای آمریکا           | بهترین ویرایش مجموعه تلویزیونی غیر تبلیغاتی یک ساعته          | اورال نوری اوتی برای قسمت "باران‌های کستمیر" | نامزدشده  | [ ۵۳ ]               |
| ۲۰۱۴ | جایزه ADG برتری در طراحی تولید     | مجموعه تلویزیونی تک-دوربین یک ساعته                           | گما جکسون برای قسمت "والار دوهاریس" | برنده     | [ ۵۴ ] [ ۵۵ ]        |
| ۲۰۱۴ | انجمن فیلم‌برداران آمریکا           | مجموعه‌های تلویزیونی یک ساعته                                  | جاناتان فریمن برای قسمت "والار دوهاریس" | برنده     | [ ۵۶ ] [ ۵۷ ]        |
| ۲۰۱۴ | انجمن فیلم‌برداران آمریکا           | مجموعه‌های تلویزیونی یک ساعته                                  | آنت هائلمیک باری قسمت "بوسیده‌شده با آتش" | نامزدشده  | [ ۵۶ ] [ ۵۷ ]        |
| ۲۰۱۴ | جایزه جامعه صدای سینما             | میکس صدا - مجموعه‌های تلویزیونی – یک ساعته                     | رونان هیل، اونالی بلنک، متیو واترز، و برت وس برای قسمت "باران‌های کستمیر" | برنده     | [ ۵۸ ]               |
| ۲۰۱۴ | جایزه انتخاب تلویزیونی منتقدین     | بهترین مجموعه درام                                            | بازی تاج و تخت | نامزدشده  | [ ۵۹ ]               |
| ۲۰۱۴ | جایزه انتخاب تلویزیونی منتقدین     | بهترین بازیگر مهمان در یک مجموعه درام                         | دایانا ریگ | نامزدشده  | [ ۵۹ ]               |
| ۲۰۱۴ | جایزه انجمن کارگردانان آمریکا      | مجموعه درام                                                   | دیوید ناتر برای قسمت "باران‌های کستمیر" | نامزدشده  | [ ۶۰ ]               |
| ۲۰۱۴ | جایزه امی                          | کارگردانی هنری مجموعه تخیلی تک-دوربین                         | دبوراه ریلی، پائول قیراردانی و راب کمرون برای قسمت "قوانین خدایان و آدمیان" و "کوه و افعی" | برنده     | [ ۶۱ ] [ ۶۲ ] [ ۶۳ ] |
| ۲۰۱۴ | جایزه امی                          | فیلم‌برداری یک مجموعه درام                                     | نینا گلد و رابرت استرن | نامزدشده  | [ ۶۱ ] [ ۶۲ ] [ ۶۳ ] |
| ۲۰۱۴ | جایزه امی                          | فیلم‌برداری یک مجموعه تک-دوربین                                | آنت هائلمیک برای قسمت "شیر و رز" | نامزدشده  | [ ۶۱ ] [ ۶۲ ] [ ۶۳ ] |
| ۲۰۱۴ | جایزه امی                          | فیلم‌برداری یک مجموعه تک-دوربین                                | جاناتان فریمن برای قسمت "دو شمشیر" | نامزدشده  | [ ۶۱ ] [ ۶۲ ] [ ۶۳ ] |
| ۲۰۱۴ | جایزه امی                          | طراحی لباس مجموعه تلویزیونی                                   | میشل کلپتون، شینا ویچاری، ایکساندر فوردهام و نینا آیرس برای قسمت "شیر و رز" | برنده     | [ ۶۱ ] [ ۶۲ ] [ ۶۳ ] |
| ۲۰۱۴ | جایزه امی                          | کارگردانی مجموعه درام                                         | نیل مارشال برای قسمت "نگهبانان دیوار" | نامزدشده  | [ ۶۱ ] [ ۶۲ ] [ ۶۳ ] |
| ۲۰۱۴ | جایزه امی                          | مجموعه درام                                                   | "شیر و رز"، "شکننده زنجیرها"، "اول در نامش"، "قوانین خدایان و آدمیان"، "نگهبانان دیوار" و "فرزندان" | نامزدشده  | [ ۶۱ ] [ ۶۲ ] [ ۶۳ ] |
| ۲۰۱۴ | جایزه امی                          | بازیگر مهمان زن در یک مجموعه درام                             | دایانا ریگ | نامزدشده  | [ ۶۱ ] [ ۶۲ ] [ ۶۳ ] |
| ۲۰۱۴ | جایزه امی                          | طراحی مدل مو برای مجموعه تک-دوربین                            | کوین الکساندر، کندیس بنکس، روسالیا کولورا، گری ماشین و نیکولا مونت برای قسمت "شیر و رز" | نامزدشده  | [ ۶۱ ] [ ۶۲ ] [ ۶۳ ] |
| ۲۰۱۴ | جایزه امی                          | برنامه تعاملی                                                 | Game of Thrones Premiere – Facebook Live and Instagram، توسط سابرینا کالوری، پائول بدو-استفانز، جیم مارش، میشل مک‌مورو، میشل مک‌میلان | نامزدشده  | [ ۶۱ ] [ ۶۲ ] [ ۶۳ ] |
| ۲۰۱۴ | جایزه امی                          | گریم برای مجموعه تک-دوربین (غیر مصنوعی)                       | جین واکر و ان مک‌ایوان برای قسمت "اوث‌کیپر" | نامزدشده  | [ ۶۱ ] [ ۶۲ ] [ ۶۳ ] |
| ۲۰۱۴ | جایزه امی                          | بهترین موسیقی مجموعه (غیر اقتباسی)                            | رامین جوادی برای قسمت "کوه و افعی" | نامزدشده  | [ ۶۱ ] [ ۶۲ ] [ ۶۳ ] |
| ۲۰۱۴ | جایزه امی                          | گریم مصنوعی در یک مجموعه                                      | جین واکر و بری گرور برای قسمت "فرزندان" | برنده     | [ ۶۱ ] [ ۶۲ ] [ ۶۳ ] |
| ۲۰۱۴ | جایزه امی                          | ویرایش صدا در یک مجموعه تلویزیونی                             | تیم کیمل، جد ام. داج، تیم هندز، پائولا فیرفیلد، دیوید کلاتز، بردلی کاتونا، برت وس، جفری ویلهویت و دیلان ویلهویت برای قسمت "نگهبانان دیوار" | نامزدشده  | [ ۶۱ ] [ ۶۲ ] [ ۶۳ ] |
| ۲۰۱۴ | جایزه امی                          | میکس صدا برای مجموعه درام (یک ساعته)                          | رونان هیل، ریچارد دایر، اونالی بلنک، و متیو واترز برای قسمت "نگهبانان دیوار" | نامزدشده  | [ ۶۱ ] [ ۶۲ ] [ ۶۳ ] |
| ۲۰۱۴ | جایزه امی                          | جلوه‌های ویژه                                                  | جو باور، جوئرن گراس‌هنس، استیو کولبک، آدام چیزن، اریک کارنی، سابرینا گرهارت، Matthew Rouleau، توماس شلسنی و رابرت سیمون برای قسمت "فرزندان" | برنده     | [ ۶۱ ] [ ۶۲ ] [ ۶۳ ] |
| ۲۰۱۴ | جایزه امی                          | بازیگر مکمل مرد در یک مجموعه درام                             | پیتر دینکلیج | نامزدشده  | [ ۶۱ ] [ ۶۲ ] [ ۶۳ ] |
| ۲۰۱۴ | جایزه امی                          | هماهنگی فوق‌العاده در یک مجموعه درام                           | پائول هربرت | نامزدشده  | [ ۶۱ ] [ ۶۲ ] [ ۶۳ ] |
| ۲۰۱۴ | جایزه امی                          | بازیگر مکمل مرد در یک مجموعه درام                             | لینا هیدی | نامزدشده  | [ ۶۱ ] [ ۶۲ ] [ ۶۳ ] |
| ۲۰۱۴ | جایزه امی                          | نویسندگی مجموعه درام                                          | دیوید بنیاف و دی. بی. وایس برای قسمت "فرزندان" | نامزدشده  | [ ۶۱ ] [ ۶۲ ] [ ۶۳ ] |
| ۲۰۱۴ | جایزه گلدن ریل                     | بهترین ویرایش صدا — دیالوگ فیلم کوتاه و ADR در تلویزیون       | جد داج و تیم هندز برای قسمت "باران‌های کستمیر" | برنده     | [ ۶۴ ] [ ۶۵ ]        |
| ۲۰۱۴ | جایزه گلدن ریل                     | بهترین ویرایش صدا — موسیقی فیلم کوتاه                         | دیوید کلاتز برای قسمت "باران‌های کستمیر" | برنده     | [ ۶۴ ] [ ۶۵ ]        |
| ۲۰۱۴ | جایزه گلدن ریل                     | بهترین ویرایش صدا — جلوه‌های صدای فیلم کوتاه                   | تیم کیمل برای قسمت "باران‌های کستمیر" | نامزدشده  | [ ۶۴ ] [ ۶۵ ]        |
| ۲۰۱۴ | جایزه هوگو                         | بهترین نمایش درام، فیلم کوتاه                                 | دیوید بنیاف، دیوید ناتر و دی. بی. وایس برای قسمت "باران‌های کستمیر" | برنده     | [ ۶۶ ]               |
| ۲۰۱۴ | Location Managers Guild of America | بهترین برنامه تلویزیونی                                       | بازی تاج و تخت | برنده     | [ ۶۷ ]               |
| ۲۰۱۴ | Location Managers Guild of America | Outstوing Achievement by a Location Professional – TV Program | رابرت بوآک | برنده     | [ ۶۷ ]               |
| ۲۰۱۴ | جایزه انجمن تولیدکنندگان           | "جایزه نورمن فلتون برای تهیه‌کنندگان مجموعه تلویزیونی، درام"   | دیوید بنیاف، برنادت کالفیلد، فرانک دوئلگر، کریستوفر نیومن، گرگ اسپنس، کرولین استراوس و دی. بی. وایس | نامزدشده  | [ ۶۸ ]               |
| ۲۰۱۴ | جامعه سلتنطی تلویزیون              | برنامه جهانی                                                  | بازی تاج و تخت | برنده     | [ ۶۹ ]               |
| ۲۰۱۴ | جایزه ساترن                        | بهترین نمایش تلویزیونی                                        | بازی تاج و تخت | نامزدشده  | [ ۷۰ ]               |
| ۲۰۱۴ | جایزه ساترن                        | بهترین بازیگر مرد جوان                                        | جک گلیسون | نامزدشده  | [ ۷۰ ]               |
| ۲۰۱۴ | جایزه ساترن                        | بهترین بازیگر مکمل مرد در تلویزیون                            | نیکولای کاستر-والدو | نامزدشده  | [ ۷۰ ]               |
| ۲۰۱۴ | جایزه ساترن                        | بهترین بازیگر مکمل زن تلویزیونی                               | Gwendoline Christie | نامزدشده  | [ ۷۰ ]               |
| ۲۰۱۴ | جایزه ساترن                        | بهترین بازیگر مکمل زن تلویزیونی                               | میشل فیرلی | نامزدشده  | [ ۷۰ ]               |
| ۲۰۱۴ | جایزه انجمن بازیگران صحنه          | بهترین بازیگر مرد در یک مجموعه درام]]                         | پیتر دینکلیج | نامزدشده  | [ ۷۱ ] [ ۷۲ ]        |
| ۲۰۱۴ | جایزه انجمن بازیگران صحنه          | عملکرد فوق‌العاده در یک مجموعه درام                            | آلفی آلن، جان بردلی، اونا چپلین، Gwendoline Christie، امیلیا کلارک، نیکولای کاستر-والدو، مکنزی کروک، چارلز دنس، جو دمپسی، پیتر دینکلیج، ناتالی دورمر، ناتالی امنوئل، میشل فیرلی، جک گلیسون، ایان گلن، کیت هارینگتون، لینا هیدی، ایزاک همپستید رایت، کریستوفر هیوجو، پائول کی، سیبل ککیلی، رز لزلی، ریچارد مدن، روری مک‌کین، مایکل مک‌الهاتون، ایان مک‌الینی، فیلیپ مک‌گینلی، هنا موری، ایوان رئون، سوفی ترنر، کاریس ون‌هوتن، میسی ویلیامز | نامزدشده  | [ ۷۱ ] [ ۷۲ ]        |
| ۲۰۱۴ | جایزه انجمن بازیگران صحنه          | عملکرد اکشن فوق‌العاده در یک مجموعه کمدی یا درام               | Rachelle Beinart, Richard Bradshaw, Ben Dimmock, Levan Doran، جیمی اِجل، Bradley Farmer, Jozsef Fodor، دیو فورمن، پائول هربرت، Paul Howell, Daniel Naprous, Florian Robin، سی‌سی اسمیف، Roy Taylor | برنده     | [ ۷۱ ] [ ۷۲ ]        |
| ۲۰۱۴ | جایزه TCA                          | درستاورد فوق‌العاده در درام                                    | بازی تاج و تخت | نامزدشده  | [ ۷۳ ]               |
| ۲۰۱۴ | جایزه TCA                          | برنامهٔ سال                                                    | بازی تاج و تخت | نامزدشده  | [ ۷۳ ]               |
| ۲۰۱۴ | TV Choice Awards                   | بهترین شوی جهانی                                              | بازی تاج و تخت | برنده     | [ ۷۴ ]               |
| ۲۰۱۴ | جامعه جلوه‌های ویژه                 | شخصیت انیمیشنی فوق‌العاده                                      | فیلیپ میر، اینگو شاچنر، ترویس نوبلز، فلوریان فریدمن برای "رشد ازدهایان" | نامزدشده  | [ ۷۵ ] [ ۷۶ ]        |
| ۲۰۱۴ | جامعه جلوه‌های ویژه                 | Outstanding Compositing in a Broadcast Program                | Kirk Brillon, Steve Gordon, Geoff Sayer, Winston Lee برای قسمت "صعود" | برنده     | [ ۷۵ ] [ ۷۶ ]        |
| ۲۰۱۴ | جامعه جلوه‌های ویژه                 | محیط فوق‌العاده                                                | Kirk Brillon, Steve Gordon, Geoff Sayer, Winston Lee برای قسمت "صعود" | برنده     | [ ۷۵ ] [ ۷۶ ]        |
| ۲۰۱۴ | جامعه جلوه‌های ویژه                 | جلوه‌های ویژه                                                  | استیو کولبک، جو باور، Jörn Großhans، اسون مارتین برای قسمت "والار دوهاریس" | برنده     | [ ۷۵ ] [ ۷۶ ]        |
| ۲۰۱۵ | جایزه انجمن طراحان لباس            | مجموعه تلویزیونی تخیلی/موقت                                   | میشل کلپتون برای بازی تاج و تخت | در انتظار | [ ۷۷ ]               |
| ۲۰۱۵ | جایزه انجمن کارگردانان آمریکا      | مجموعه درام                                                   | الکس گریوز برای قسمت "فرزندان" | در انتظار | [ ۷۸ ]               |
| ۲۰۱۵ | جایزه رسانه‌ای گلد                  | مجموعه درام                                                   | بازی تاج و تخت | در انتظار | [ ۷۹ ]               |
| ۲۰۱۵ | جایزه گلدن گلوب                    | بهترین مجموعه‌های تلویزیونی – درام                             | بازی تاج و تخت | نامزدشده  | [ ۸۰ ]               |
| ۲۰۱۵ | جایزه تلویزیون ملی                 | شو چند شبکه‌ای                                                 | بازی تاج و تخت | نامزدشده  | [ ۸۱ ]               |
| ۲۰۱۵ | جایزه انجمن تولیدکنندگان           | "جایزه نورمن فلتون برای تهیه‌کنندگان مجموعه تلویزیونی، درام"   | دیوید بنیاف، برنادت کالفیلد، فرانک دوئلگر، کریس نیومن، گرگ اسپنس، کرولین استراوس، دی. بی. وایس | نامزدشده  | [ ۸۲ ]               |
| ۲۰۱۵ | جایزه انجمن بازیگران صحنه          | عملکرد اکشن فوق‌العاده در یک مجموعه درام                       | Lucy Allen, Cole Armitage, Gary Arthurs, Rachelle Beinart, Ferenc Berecz, Richard Bradshaw، وy Butcher, Michael Byrch, Neil Chapelhow, Nick Chopping, Jonathan Cohen, Joel Conlan, Gary Connery, James Cox, Tom Cox, Jason Curle, Nicholas Daines, Bill Davey, Kelly J. Dent, Ben Dimmock, Levan Doran، جیمی اِجل، Bradley Farmer, Neil Finnighan, Jozsef Fodor, Dean Forster, David Garrick, James Grogan, Tim Halloran, Paul Heasman, Robert Hladik, Al Hollو، Gergely Horpacsi, Paul Howell, Stewart James, Gary Kane, Ian Kay, Robbie Keane, George Kirby, Cristian Knight, Laszlo Kosa, Geza Kovacs, Norbert Kovacs, Guy List, Phil Lonergan, Russell Macleod, Tina Maskell, Adrian McGaw, Nick McKinless, Erol Mehmet، وy Merchant, Sian Milne, Daniel Naprous, Chris Newton, Ray Nicholas, Bela Orsanyi, Sam Parham, Ian Pead, Justin Pearson, Martin Pemberton, Heather Phillips, Rashid Phoenix، وy Pilgrim, Christopher Pocock, Curtis Rivers، مارکوس شیکشف، Matt Sherren, Anthony Skrimshire, Mark Slaughter, Karen Smithson، مارک سوث‌ورث، Helen Steinway Bailey, Shane Steyn, Matthew Stirling, John Street, Gaspar Szabo, Gabor Szeman, Roy Taylor, Gyula Toth, Tony Van Silva, Reg Wayment, Linda Weal, Richard J Wheeldon, Heron White, Maxine Whittaker, Simon Whyman, Donna C. Williams, Lou Wong, Annabel E. Wood, Liang Yang, Steen Young | برنده     | [ ۸۳ ] [ ۸۴ ]        |
| ۲۰۱۵ | جایزه انجمن بازیگران صحنه          | عملکرد فوق‌العاده در یک مجموعه درام                            | جوزف آلتین، Jacob Anderson, John Bradley, Dominic Carter, Gwendoline Christie، امیلیا کلارک، نیکولای کاستر-والدو، Ben Crompton، چارلز دنس، پیتر دینکلیج، ناتالی دورمر، ایان گلن، جولیان گلاور، کیت هرینگتون، لینا هیدی، کنلت هیل، روری مک‌کین، ایان مک‌الینی، Pedro Pascal, Daniel Portman, Mark Stanley، سوفی ترنر، و میسی ویلیامز | نامزدشده  | [ ۸۳ ] [ ۸۴ ]        |
| ۲۰۱۵ | جایزه انجمن بازیگران صحنه          | عملکرد فوق‌العاده بازیگر مرد در یک مجموعه درام                 | پیتر دینکلیج | نامزدشده  | [ ۸۳ ] [ ۸۴ ]        |